# Remsfeld
Remsfeld ist der Verwaltungssitz und mit etwa 1100 Einwohnern der größte Ortsteil der Gemeinde Knüllwald im nordhessischen Schwalm-Eder-Kreis.

## Geographische Lage
Der Ort liegt im nördlichen Teil des Knüllgebirges an der Efze. Am östlichen Ortsrand befindet sich die Anschlussstelle Homberg (Efze) der Autobahn 7; die Bundesstraße 323 stellt eine Verbindung zur gut 5 km nordwestlich gelegenen Kreisstadt Homberg her.
Die Gemarkung des Orts besteht aus landwirtschaftlichen Flächen und Mischwald.

## Geschichte

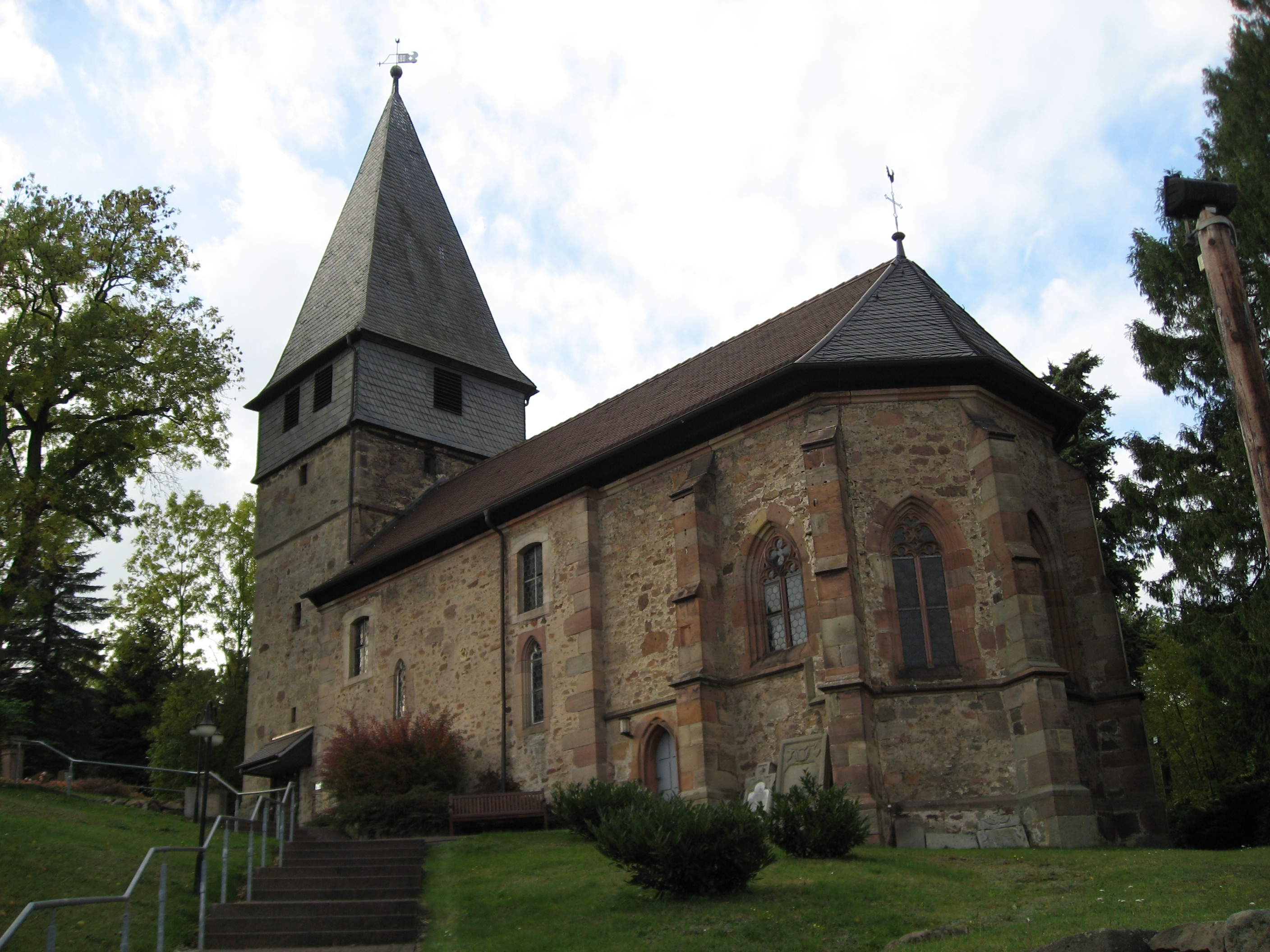
Christus-Kirche

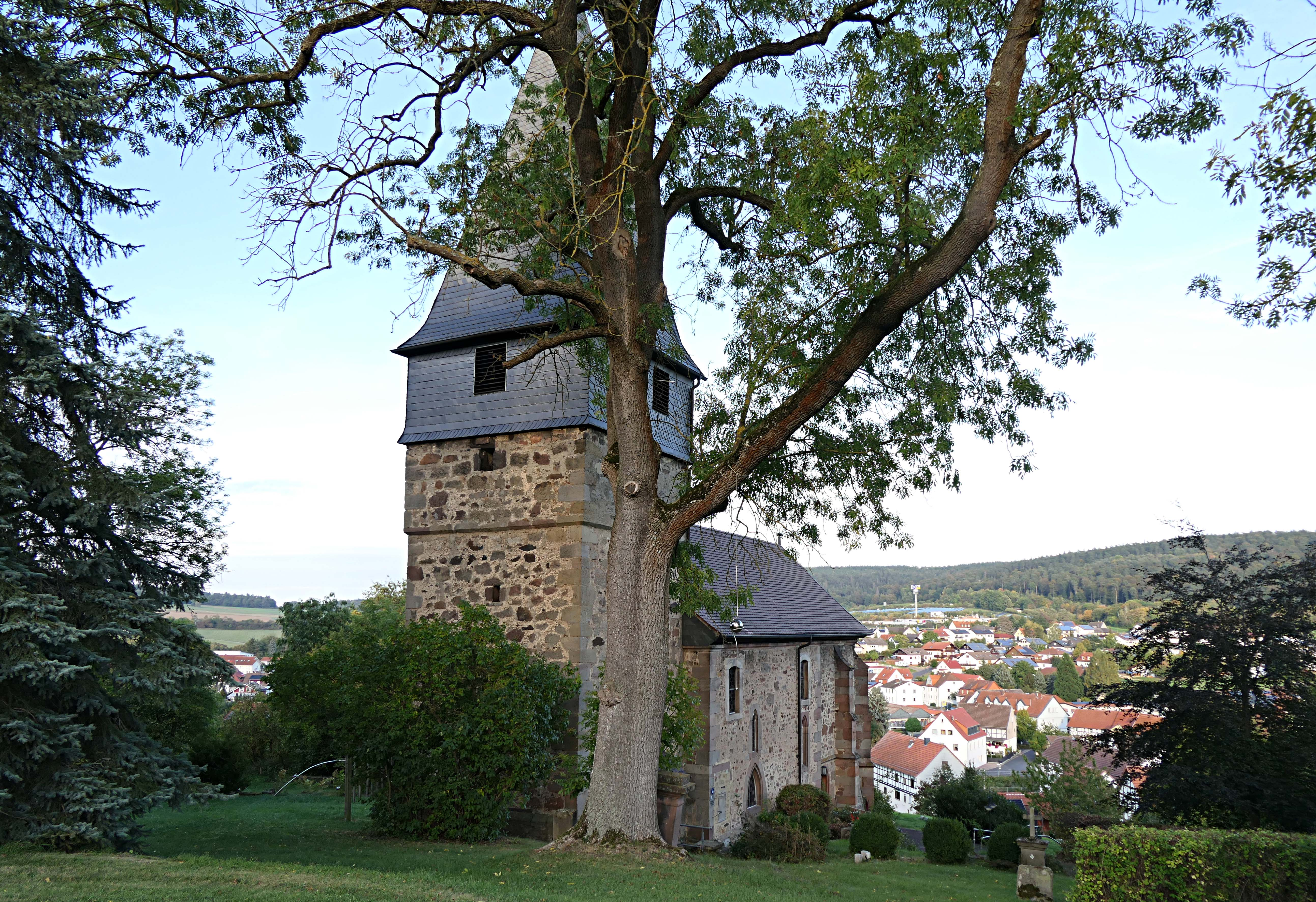
Christuskirche mit Remsfeld von Westen

Die älteste bekannte schriftliche Erwähnung von Remsfeld erfolgte unter dem Namen Rimegozesveld im Jahr 1106 in einem Kopiar des Stifts Hersfeld aus dem 12. Jahrhundert.
Das Dorf ist mindestens seit 1248 Pfarrdorf. Um 1350 wurde das Dorf Remsfeld von Landgraf Heinrich II. von Hessen an Simon von Homberg verpfändet. 1480 vernichtete ein Brand die Remsfelder Kirche und fast das gesamte Dorf. Daraufhin wurde die Kirche an ihrem heutigen Platz neu errichtet. Im Jahr 1490 wurden in Remsfeld 16 "wehrhafte Männer" gezählt. Remsfeld gehörte zum gleichnamigen Amt. Ab 1510 gehörte Remsfeld zum Amt Homberg und zum Gericht am Walde. Das Kirchenpatronat hatten 1523 die Herren von Holzheim inne. Die Kirchen von Schellbach, Reddingshausen und Welferode waren 1525 Filiale der Kirche von Remsfeld. 1537 hatte der Ort 40 Häuser. Als erster evangelischer Pfarrer wird Adam Gössel (1523–1538?) genannt. Ab 1569 hatten die Trott zu Solz das Patronat für die Remsfelder Kirche inne. Die Kirche in Völkershain wurde ab 1575 ein Filial der Kirche von Remsfeld. Um 1697 hatte der Obergrebe des Gerichts am Walde seinen Wohnsitz in Remsfeld. Das Patronat für die Kirche ging 1747 an den Landgrafen von Hessen-Kassel über.
Während des napoleonischen Königreichs Westphalen gehörte Remsfeld zum Kanton und Friedensgericht Homberg. Nach Wiederherstellung des Kurfürstentums Hessen im Jahr 1814 gehörte der Ort erneut zum Amt Homberg. Nach der kurhessischen Verwaltungsreform von 1821 gehörte Remsfeld dann zum Kreis und Justizamt Homberg. Im Jahr 1834 hatte der Ort 549 Einwohner. Nach der Angliederung an Preußen ab 1867 gehörte Remsfeld zum Kreis und Amtsgericht Homberg.
Am 20. Juni 1905 wurde der "Turnverein Gut Heil 05 Remsfeld" gegründet. Aus ihm entwickelte sich später der heutige TSV 05 Remsfeld e. V. Im Jahr 1932 wurden die Kreise Fritzlar und Homberg zum Kreis Fritzlar-Homberg vereinigt. Die Gemeinde Remsfeld wurde Teil des neuen Kreises.
Zum 31. Dezember 1971 fusionierte die bis dahin selbständige Gemeinde Remsfeld im Zug der Gebietsreform in Hessen mit acht weiteren Gemeinden freiwillig zur neuen Gemeinde Knüllwald. Für die nach Knüllwald eingegliederten, ehemals eigenständigen Gemeinden wurde je ein Ortsbezirk mit Ortsbeirat und Ortsvorsteher nach der Hessischen Gemeindeordnung gebildet.
Die ehemalige Gaststätte Martinsklause aus Remsfeld wurde in den Hessenpark versetzt.

## Bevölkerung
Einwohnerstruktur 2011
Nach den Erhebungen des Zensus 2011 lebten am Stichtag, dem 9. Mai 2011, in Remsfeld 1077 Einwohner. Darunter waren 30 (2,8 %) Ausländer. Nach dem Lebensalter waren 150 Einwohner unter 18 Jahren, 421 zwischen 18 und 49, 255 zwischen 50 und 64 und 243 Einwohner waren älter. Die Einwohner lebten in 483 Haushalten. Davon waren 132 Singlehaushalte, 138 Paare ohne Kinder und 153 Paare mit Kindern, sowie 48 Alleinerziehende und 9 Wohngemeinschaften. In 97 Haushalten lebten ausschließlich Senioren und in 306 Haushaltungen lebten keine Senioren.
Einwohnerentwicklung
In den Jahren 1575 und 1585 wurden in Remsfeld 64 Hausgesesse registriert. Im Dreißigjährigen Krieg ging die Zahl der Bewohner durch die Kriegshandlungen stark zurück. So wurden 1639 nur noch 29 Hausgesesse gezählt. Im Jahr 1742 gab es in Remsfeld 81 Häuser und 1773 zählte der Ort 376 Einwohner.
| • 1961 | Erwerbspersonen: 89 Land- und Forstwirtschaft, 305 Produzierendes Gewerbe, 57 Handel und Verkehr, 58 Dienstleistungen und Sonstiges |

| Remsfeld: Einwohnerzahlen von 1834 bis 2011 | Remsfeld: Einwohnerzahlen von 1834 bis 2011 | Remsfeld: Einwohnerzahlen von 1834 bis 2011 | Remsfeld: Einwohnerzahlen von 1834 bis 2011 | Remsfeld: Einwohnerzahlen von 1834 bis 2011 |
| --- | ------------------------------------------- | ------------------------------------------- | ------------------------------------------- | ------------------------------------------- |
| Jahr |                                             |                                             |                                             | Einwohner                                   |
| 1834 | 1834                                        |                                             | 549                                         | 549                                         |
| 1840 | 1840                                        |                                             | 524                                         | 524                                         |
| 1846 | 1846                                        |                                             | 510                                         | 510                                         |
| 1852 | 1852                                        |                                             | 536                                         | 536                                         |
| 1858 | 1858                                        |                                             | 523                                         | 523                                         |
| 1864 | 1864                                        |                                             | 525                                         | 525                                         |
| 1871 | 1871                                        |                                             | 474                                         | 474                                         |
| 1875 | 1875                                        |                                             | 603                                         | 603                                         |
| 1885 | 1885                                        |                                             | 474                                         | 474                                         |
| 1895 | 1895                                        |                                             | 449                                         | 449                                         |
| 1905 | 1905                                        |                                             | 531                                         | 531                                         |
| 1910 | 1910                                        |                                             | 539                                         | 539                                         |
| 1925 | 1925                                        |                                             | 585                                         | 585                                         |
| 1939 | 1939                                        |                                             | 755                                         | 755                                         |
| 1946 | 1946                                        |                                             | 1.180                                       | 1.180                                       |
| 1950 | 1950                                        |                                             | 1.226                                       | 1.226                                       |
| 1956 | 1956                                        |                                             | 1.202                                       | 1.202                                       |
| 1961 | 1961                                        |                                             | 1.119                                       | 1.119                                       |
| 1967 | 1967                                        |                                             | 1.121                                       | 1.121                                       |
| 1980 | 1980                                        |                                             | ?                                           | ?                                           |
| 1990 | 1990                                        |                                             | ?                                           | ?                                           |
| 2000 | 2000                                        |                                             | ?                                           | ?                                           |
| 2011 | 2011                                        |                                             | 1.077                                       | 1.077                                       |
| Datenquelle: Historisches Gemeindeverzeichnis für Hessen: Die Bevölkerung der Gemeinden 1834 bis 1967. Wiesbaden: Hessisches Statistisches Landesamt, 1968. Weitere Quellen: LAGIS; Zensus 2011 |                                             |                                             |                                             |                                             |

Historische Religionszugehörigkeit
| Quelle: Historisches Ortslexikon |                                                                                              |
| • 1861:                          | 536 evangelisch-reformiert, drei katholische Einwohner                                       |
| • 1885:                          | 470 evangelische (= 99,16 %), drei katholische (= 0,3 %), ein jüdischer (= 0,21 %) Einwohner |
| • 1961:                          | 248 evangelische (= 83,22 %), 45 katholische (= 15,10 %) Einwohner                           |

## Politik
Für Remsfeld besteht ein Ortsbezirk (Gebiete der ehemaligen Gemeinde Remsfeld) mit Ortsbeirat und Ortsvorsteher nach der Hessischen Gemeindeordnung. Der Ortsbeirat besteht aus neun Mitgliedern.
Bei den Kommunalwahlen in Hessen 2021 betrug die Wahlbeteiligung zum Ortsbeirat Remsfeld 52,89 %. Es erhielten die SPD mit 59,06 % der Stimmen fünf Sitze und die Liste „Unabhängige Knüllwälder“ mit 49,04 % vier Sitze. Der Ortsbeirat wählte Karl-Heinz Steuerwald (SPD) zum Ortsvorsteher.

## Persönlichkeiten
Söhne und Töchter des Ortes
- Klaus Wengst (* 1942), evangelischer Theologe
- Udo Wengst (* 1947), Historiker

Personen, die in Remsfeld wirk(t)en
- Ewald Rumpf (* 1943), Psychologe und Bildhauer